# روته (شهر اتریش)
روته (به آلمانی: Reuthe) یک منطقهٔ مسکونی در اتریش است که در ناحیه برگنتس واقع شده‌است. روته ۱۰٫۲۴ کیلومتر مربع مساحت دارد ۶۵۰ متر بالاتر از سطح دریا واقع شده‌است.